# Erik Michaëlsson
Erik Michaëlsson (folkbokförd Michaelsson), född 22 september 1890 i Hammarby församling i Stockholms län, död 26 oktober 1974 i Västerviks församling i Kalmar län, var en svensk läkare och politiker. 
Michaëlsson var son till lasarettsläkaren Oscar Michaëlsson och Mathilda Masreliez. Han avlade studentexamen i Västervik 1908 och blev medicine licentiat i Stockholm 1917. Han var underläkar- och amanuensförordnad vid Sabbatsbergs sjukhus och Serafimerlasarettet 1917–1922, lasarettsläkare i Finspång 1924–1931 och i Västervik 1931–1956.
Förtroendeuppdrag hade Michaëlsson som ledamot av Kalmar läns landsting och dess förvaltningsutskott 1943–1955 samt som landstingsordförande 1947–1951. Han var medlem i SHT samt riddare av Nordstjärneorden och Vasaorden.
Erik Michaëlsson var gift första gången 1916–1939 med Thyra Backlin (1894–1976), dotter till grosshandlaren Filip Backlin och Ida Eklund, och andra gången från 1939 med Barbro Tillberg Michaëlsson (1915–2011), dotter till ryttmästaren Ernst Tillberg och Maja Liberg. Han blev far till Bertil Michaëlsson (1918–1967), Ingrid Backlin (1920–2013) och Oscar Michaëlsson (1942–2003). Han blev också morfar till TV-mannen och politikern Henrik S. Järrel.
Erik Michaëlsson är begravd på Gamla kyrkogården i Västervik.